# 慶滋保胤
慶滋 保胤（よししげ の やすたね）は、平安時代中期の貴族・文人・儒学者。丹波権介・賀茂忠行の子。官位は従五位下・大内記。家学であった陰陽道を捨てて紀伝道を志し、姓の賀茂を読み替えて慶滋とした。

## 経歴
村上朝の天暦9年（955年）ごろ大学寮に入学して学生となる（字は茂能）。天徳元年（957年）学生の身分のまま内御書所へ出仕する。内御書所衆は天皇や上流貴族主催の作文会に文人として出席することがよくあり、しばしば内御書所でも作文会が行われていたことから、内御書所には詩文に長けた者が多く集まっていた。保胤も同様であり、早くも天徳・応和年間（957年-964年）には高岳相如と並んで才子と賞賛されていた。
大学寮では右少弁・菅原文時に師事したが、文時の弟子の中で保胤は筆頭格であり、文章の点では茂能（保胤）、才学の点では祢文（不詳）が相対していた。保胤は文時からも史書全経に堪能の者と評されていたという。
応和3年（963年）文人として先輩格である三善道統が開催した詩合（「善秀才宅詩合」）に参加。ここで保胤は左方の頭首を務め、右方頭首の高岳相如と「花鳥は尚ほ春を留む」の句題で七言詩を作り競ったが、勝負は未定であった。康保元年（964年）初めての勧学会が東山親林寺で開催される、保胤は藤原在国・橘倚平・高階積善ら紀伝道の学生らとともに参加する。午前中は延暦寺の僧侶による『法華経』従地涌出品の講説、午後は講説の中から選ばれた論題について僧侶による竪義論議が行われたが、保胤はこの論議の記録を担当した。
天延年間に文章生となり、のち大内記兼近江掾を務め、永観2年（984年）ごろ従五位下に叙せられている。この間の永観元年（983年）には元号を「永観」に改める際の詔などを起草している。
若い頃より仏教に対する信仰心が厚く、息子の成人を見届けると、寛和2年（986年）に出家して比叡山の横川に住した。また同年、念仏結社『二十五三昧会』の結成にも関わったとされる。法名は始め心覚と称し、その後寂心と改めている。内記入道と呼ばれ、諸国を遍歴した後、洛東如意寺(如意輪寺)で没した。なお、藤原道長に戒を授けたこともあり、保胤が没した際、道長がその供養のために、大江匡衡に諷誦文を作らせたとされる。
弟子に寂照（俗名：大江定基）がいる。

## 『今鏡』にみる慶滋保胤
『今鏡』は、学者でありながら深く仏道を求めた慶滋保胤と、その師・増賀の特異な師弟交流を伝えています。
保胤が横川で増賀から仏法を学び始めた頃のことです。増賀が「止観の明静なること、前代に未聞なり」と保胤の境地を称えると、深く帰依していた保胤は涙が止まらなくなりました。これを見た増賀は拳で保胤を叩き、激しく叱責。講説は中止されます。しかし保胤は諦めず、再び教えを請うと、またも涙を流しました。増賀は再び叱り、講説は再び中止。最後の講説で保胤が激しく泣くと、その姿に増賀自身も涙し、「ほんとうに深遠な仏法が尊く思われるのであろう」と感嘆して、静かに経文を伝授しました。
保胤の死後、その徳を慕った藤原道長は盛大な供養を行い、晒布百匹を施しました。この厚遇は、隋の煬帝が千人の僧を供養した際に智顗大師の化身が加わって一人分不足したという故事と比較されるほどでした。
増賀の拳には安易な感動を戒める「峻烈な慈悲」が、保胤の涙には揺るぎない「純粋な求道心」が込められていました。拳と涙の応酬は、真の仏法相伝の厳しさと深さを如実に示唆する逸話である。

## 著作
著書『池亭記』は、当時の社会批評と文人貴族の風流を展開し、隠棲文学の祖ともいわれている。漢詩は『本朝文粋』及び『和漢朗詠集』に、和歌は『拾遺和歌集』（1首）に作品が収載されており、現代まで伝えられている。
本朝において往生を遂げたとされる人物の伝記を集めて『日本往生極楽記』を著し、後世の往生伝や説話集に大きな影響を及ぼした。同作品中には、保胤の浄土信仰への傾倒が見られる。

## 官歴
注記のないものは、小原仁『慶滋保胤（人物叢書）』による。
- 天暦9年（955年）頃：学生
- 天延年間（973年-976年）：文章生
- 貞元元年（976年）頃：賀茂から慶滋に改姓。任近江掾
- 貞元2年（977年） 8月16日：見近江掾[17]
- 天元5年（982年） 10月：見六位内記[18]
- 永観2年（984年）頃：従五位下。大内記
- 寛和2年（986年） 4月22日：出家
- 長保4年（1002年） 10月21日：卒去

## 系譜
- 父：賀茂忠行
- 母：不詳
- 妻：不詳
  - 男子：慶滋忠順

## 登場作品
説話
- 宇治拾遺物語 巻第十二　四　内記上人、法師陰陽師の紙冠を破る事
- 今昔物語 巻第十九　第三話　内記慶滋の保胤、出家せること
- 袋草紙（藤原清輔）　師である菅原文時との逸話が収載

近代
- 連環記（幸田露伴）
- 六の宮の姫君（芥川龍之介）

現代
- 陰陽ノ京（渡瀬草一郎）